# Glenn Michael Souther
Glenn Michael Souther, né le 30 janvier 1957 à Hammond dans l'Indiana (États-Unis) et mort le 22 juin 1989 à Moscou, est un espion et transfuge américain en Union soviétique.

## Biographie
Glenn Souther naît dans une famille de petits entrepreneurs. Ses parents divorcent lorsqu'il a quatre ans et il est élevé par sa mère qui lui donne une éducation humaniste et littéraire, sans presque jamais revoir son père. Après six mois d'université, il s'engage dans la marine en 1975. Comme il est féru de photographie, il entre à l'école militaire de photographie. Il sert d'abord sur le porte-avions Nimitz (1976-1978), puis est affecté à la VIe flotte de la marine américaine basée en Méditerranée, sur des navires comme Albany, Pudget Sound, en tant que photographe de la marine.
Souther est un idéaliste chrétien de gauche qui pense que l'URSS de l'époque incarne les idéaux du socialisme, alors que son propre pays lui semble agresser les pays du tiers monde, en particulier ceux du Proche-Orient. Il prend donc contact de sa propre initiative avec les services de renseignement soviétiques en Italie, en 1980. Il motive sa démarche par ses idéaux et son hostilité à la stratégie nucléaire de l'administration américaine. Il va donc donner une quantité importante de documents ayant trait à la stratégie militaire et aux plans de commandements de la marine américaine, en particulier en Méditerranée, au Moyen-Orient et en Afrique du Nord. Il fait aussi parvenir régulièrement les plans et instructions des manœuvres simulant des attaques nucléaires, et les mouvements de la flotte dans différentes régions.
Souther est envoyé par ses supérieurs étudier en 1982 à la faculté militaire de l'Université Old Dominion à Norfolk. Il se spécialise dans la sociologie, l'apprentissage du russe et l'étude de la littérature russe, qu'il connaissait par sa mère, tout en travaillant au laboratoire de photo des archives de la base de la marine militaire de la ville. Il a accès à des documents ayant trait aux satellites américains. Il décide à la fin de son cycle d'études en 1986 de devenir officier de transmission et de se préparer à de nouveaux cours, mais il est averti que les services du contre-espionnage et le FBI commencent à le surveiller. Il se fait interroger une fois par le FBI en mai 1986, mais il se fait exfiltrer en juin 1986 en URSS.
Il reçoit un passeport au nom de Mikhaïl Evguenevitch Orlov et devient enseignant à l'école supérieure du KGB. Il entre rapidement dans les organes de sécurité du gouvernement soviétique. Souther-Orlov est nommé major du KGB. Il se marie en avril 1987 avec une citoyenne soviétique qui donne naissance en mai 1988 à leur fille Alexandra. Interrogé par la télévision un mois plus tard, il fait part dans une émission documentaire de cinquante minutes, de ses désillusions à propos de la politique américaine, notamment les bombardements de Libye en 1986, et révèle qu'il désapprouve la stratégie de son pays depuis sa jeunesse. Il indique aussi n'avoir pas encore trouvé de véritable voie professionnelle en URSS, et que sa famille en Amérique lui manque.
Glenn Souther ne s'habitue pourtant pas à sa nouvelle vie, dans une Union soviétique en pleine perestroïka, qui ne correspondait pas à ses idéaux. Il se donne la mort le 22 juin 1989. Il est enterré au cimetière de Kountsevo. 
L'administration américaine fera savoir que la défection de Souther, compte tenu aussi de son rang, n'était pas une grande perte.